# Бурновка
Бурно́вка (рос. Бурновка) — присілок у складі Бугурусланського району Оренбурзької області, Росія.

## Населення
Населення — 50 осіб (2010; 115 у 2002).
Національний склад (станом на 2002 рік):
- росіяни — 71 %